# Bandai Super Vision 8000
O Bandai Super Vision 8000 (Também conhecido como TV Jack 5000) foi um console lançado em 1979 pela Bandai. O console pode ser diretamente conectado a uma televisão.
O Super Vision 8000 foi um console considerado impressionante para a sua época. Seu processador era um NEC D780C de 8 bits (um clone do Z80) capaz de uma velocidade máxima de 3.58 MHz. Também era usado um chip de áudio AY-3-8910, com suporte de 3 canais de som e duas portas IO paralelas de uso geral que são usadas para os joysticks. Mais tarde, processadores simillares puderam ser encontrados no Amstrad GX4000 e na linha de computadores japoneses MSX.

## Morte
Mesmo tendo um hardware decente, o console era simplesmente muito caro, após o cancelamento do oitavo jogo para o Super Vision 8000, a Bandai abandonou totalmente a plataforma.

## Jogos[3]
| Título           |
| ---------------- |
| Beam Galaxian    |
| Gun Professional |
| Missile Vader    |
| Othello          |
| PacPac Bird      |
| Space Fire       |
| Submarine        |

## Galeria

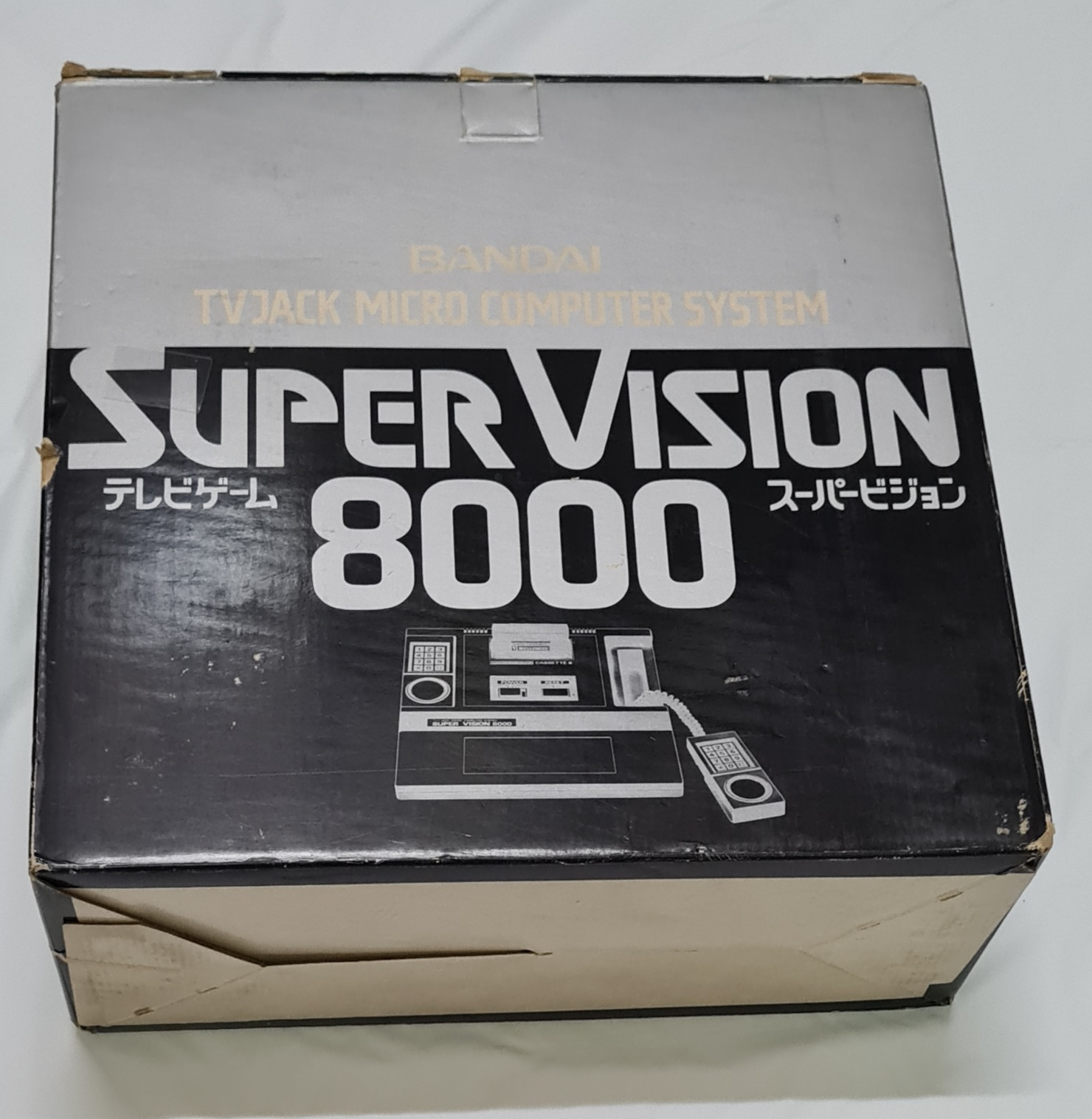
Caixa do Bandai Super Vision 8000